# Ischaemum commutatum
Ischaemum commutatum är en gräsart som beskrevs av Eduard Hackel. Ischaemum commutatum ingår i släktet Ischaemum och familjen gräs. Inga underarter finns listade i Catalogue of Life.